# Fernando Soria
 (juillet 2025).
Si vous disposez d'ouvrages ou d'articles de référence ou si vous connaissez des sites web de qualité traitant du thème abordé ici, merci de compléter l'article en donnant les références utiles à sa vérifiabilité et en les liant à la section « Notes et références ».
Pour les articles homonymes, voir Soria (homonymie).
Fernando Soria est un patineur artistique espagnol.

## Biographie

### Carrière sportive
Fernando Soria représente son pays à quatre mondiaux juniors (1979 à Augsbourg, 1980 à Megève, 1981 à London et 1982 à Oberstdorf), sept championnats européens (1982 à Lyon, 1983 à Dortmund, 1984 à Budapest, 1985 à Göteborg, 1986 à Copenhague, 1987 à Sarajevo et 1988 à Prague) et cinq mondiaux seniors (1982 à Copenhague, 1983 à Helsinki, 1984 à Ottawa,1985 à Tokyo et 1986 à Genève). Il ne participe jamais aux Jeux olympiques d'hiver.
Il arrête les compétitions sportives après les championnats européens de 1988.

## Palmarès
| Compétition                   | 1979 | 1980 | 1981 | 1982 | 1983 | 1984 | 1985 | 1986 | 1987 | 1988 |  |  |  |  |
| Jeux olympiques d'hiver       |      |      |      |      |      |      |      |      |      |      |  |  |  |  |
| Championnats du monde         |      |      |      | 30e  | 22e  | 24e  | 26e  | 28e  |      |      |  |  |  |  |
| Championnats d’Europe         |      |      |      | 24e  | 21e  | 21e  | 20e  | 23e  | 23e  | 24e  |  |  |  |  |
| Championnats du monde juniors | 21e  | 21e  | 16e  | 20e  |      |      |      |      |      |      |  |  |  |  |
|                               |      |      |      |      |      |      |      |      |      |      |  |  |  |  |